# Уиндзор, Харли
Харли Уиндзор (англ. Harley Windsor; род. 22 октября 1996 года, Пенриф, Новый Южный Уэльс, Австралия) — австралийский фигурист, выступавший в парном катании с Екатериной Александровской. С ней он чемпион мира среди юниоров (2017 год), чемпион юниорского финала Гран-при (2017 год) и двукратный чемпион Австралии (2017 и 2019 годы).
По состоянию на 5 мая 2018 года пара занимала 13-е место в рейтинге Международного союза конькобежцев (ИСУ).

## Карьера
Харли Уиндзор родился в 1996 году в самом многонаселённом штате Австралии Новый Южный Уэльс. С детских лет занимался фигурным катанием, однако приличных результатов достигнуть ему не удалось. Весной 2016 года австралийская федерация сумела договориться с российской о переходе под австралийский флаг фигуристки Александровской. С ней и стал в пару Харли, тренироваться они стали под руководством российских тренеров (Мозер и Хекало).
В начале сентября пара дебютировала на международной арене в Остраве на юниорском этапе Гран-при, где заняла место в конце турнирной таблицы. Однако через месяц в Таллине на следующем юниорском этапе Гран-при они преподнесли сенсацию и выиграли его. Это позволило им стать первыми запасными на сам финал. При этом они квалифицировались на континентальный и юниорский чемпионаты. Через неделю фигуристы дебютировали и среди взрослых в Эспоо на Трофее Финляндии, где были в середине таблицы. В середине ноября планировали выступить на Кубке Варшавы, но снялись с турнира после того как получили информацию, что будут выступать в юниорском финале Гран-при. В начале декабря в Мельбурне Александровская и Уиндзор уверенно стали чемпионами Австралии и полетели в Марсель на финал Гран-при. Через неделю на юниорском финале австралийские фигуристы финишировали предпоследними, но сумели улучшить своё прежнее достижение в короткой программе. В середине февраля 2017 года австралийские фигуристы впервые дебютировали в Южной Корее на континентальном чемпионате, где они выступили не совсем уверенно и финишировали в конце турнирной таблицы. Через месяц в Тайбэе на юниорском чемпионате мира австралийская пара преподнесла сюрприз когда после короткой программы они занимали третье место, а после произвольной стали чемпионами мира. При этом были улучшены все прежние достижения пары и австралийцы впервые на чемпионатах по фигурному катанию выиграли золотую медаль. В конце марта австралийские чемпионы выступали на мировом чемпионате в Хельсинки, где удачно дебютировали. При этом они не сумели на этом этапе квалифицироваться на Олимпийские игры. Однако им удалось улучшить своё прежнее достижение в короткой программе и сумме.

## Олимпийский сезон
Новый олимпийский сезон австралийская пара начала в Риге на юниорском этапе Гран-при, где они финишировали рядом с подиумом. В конце месяца пара приняла участие в Оберсдорфе, где на квалификационном турнире Небельхорн, они финишировали на третьем месте и сумели завоевать для своей страны путёвку на зимние Олимпийские игры. Им также удалось улучшить все свои прежние спортивные достижения. Через неделю австралийские фигуристы выступала на юниорском этапе Гран-при в Гданьске, где они уверенно заняли первое место вышли в юниорский финал Гран-при. В конце ноября в Таллине на турнире города австралийцы финишировали победителями, и при этом они улучшили своё прежнее достижение в короткой программе. На самом финале в Нагое австралийские спортсмены в упорнейшей борьбе стали победителями. Что было впервые для спортсменов с Зелёного континента. Пара решила пропустить национальный чемпионат, что бы лучше подготовиться к континентальному и Олимпийским играм. В конце января в Тайбэе пара замкнула шестёрку лучших спортивных пар четырёх континентов, при этом они незначительно улучшили свои прежние достижения в короткой программе. Этот чемпионат пропускали фигуристы КНР, а сборные Канады и США были представлены вторыми составами. Однако уже через две недели в Канныне на Олимпийских играх их постигла неудача, они не смогли выйти в финальную часть соревнований в Южной Корее.

## После олимпийского сезона
По окончании олимпийского сезона фигуристы поменяли тренера. Они перебрались из Москвы в Монреаль к Ришару Готье. Спортсмены продолжали неплохо выступать, однако незадолго до очередного континентального чемпионата Екатерина получила травму. Спортсмены снялись со стартов. Далее последовала травма стоп у Харли. Спортсмены перебрались из Монреаля в Сидней и с ними стал работать их бывший тренер Хекало. Осенью 2019 года спортсмены приняли участие в двух турнирах, Екатерине и Харли было сложно восстановиться, и пара в конце февраля 2020 года распалась.

## Спортивные достижения
(с Е. Александровской)
| Соревнования/Сезон                 | 2016—2017 | 2017—2018 | 2018—2019 | 2019—2020 |
| ---------------------------------- | --------- | --------- | --------- | --------- |
| Олимпийские игры                   |           | 18        |           |           |
| Чемпионат мира                     | 16        | 16        |           |           |
| Чемпионат четырёх континентов      | 11        | 6         | WD        | WD        |
| Этапы Гран-при: Skate Canada       |           |           | 7         |           |
| Этапы Гран-при: Rostelecom Cup     |           |           | 7         |           |
| Этапы Гран-при: Skate America      |           |           |           | 7         |
| Небельхорн                         |           | 3         |           | 9         |
| Finlandia Trophy                   | 6         |           | 6         |           |
| Кубок Варшавы                      | WD        |           |           | WD        |
| U.S. International                 |           |           | 3         |           |
| Таллинский Трофей                  |           | 1         |           |           |
| Чемпионаты мира (юниоры)           | 1         |           |           |           |
| Финал юниорского Гран-при          | 5         | 1         |           |           |
| Этапы юниорского Гран-при: Чехия   | 8         |           |           |           |
| Этапы юниорского Гран-при: Эстония | 1         |           |           |           |
| Этапы юниорского Гран-при: Латвия  |           | 4         |           |           |
| Этапы юниорского Гран-при: Польша  |           | 1         |           |           |
| Чемпионаты Австралии               | 1         |           | 1         |           |

- WD — спортсмены снялись с соревнований.